# Georges Carpentier
Georges Carpentier (* 12. Januar 1894 in Liévin; † 28. Oktober 1975 in Paris) war ein französischer Boxer.

## Profikarriere
„Orchid Man“ Carpentier wurde 1908 im Alter von 14 Jahren Profi im Fliegengewicht. Er war ein schlagstarker Konterboxer und stieg im Laufe seiner Karriere bis in das Schwergewicht auf. Er wurde 1911 Europameister im Weltergewicht und 1912 im Mittelgewicht. Bei einem Kampf um den Weltmeistertitel im Mittelgewicht im Juni 1912 gegen Frank Klaus verlor er durch Disqualifikation in der neunzehnten Runde.
Im Februar 1913 wurde er Europameister im Halbschwergewicht. Nur vier Monate später gewann er den Titel im Schwergewicht gegen den Briten „Bombardier“ Billy Wells. Alle Titelgewinne gelangen ihm bis dahin vorzeitig durch K. o.
1914 gewann er gegen „Gunboat“ Smith den Weltmeistertitel der Weißen im Schwergewicht. Eigentlicher Weltmeister war zu dem Zeitpunkt jedoch der schwarze Jack Johnson. Anschließend nahm er für Frankreich als Pilot am Ersten Weltkrieg teil und wurde zweimal ausgezeichnet.
1919 setzte er schließlich seine Karriere mit zwei Verteidigungen seines Europameistertitels fort. Am 12. Oktober 1920 gewann er in den USA gegen „Battling“ Levinsky durch K. o. in der vierten Runde und wurde anerkannter Weltmeister im Halbschwergewicht.
Am 2. Juli 1921 veranstaltete Promoter Tex Rickard den Schwergewichts-Weltmeisterschaftskampf gegen Jack Dempsey. Mehr als 80.000 Zuschauer sahen den Kampf in der Arena live, es war zudem der erste im Radio übertragene Boxkampf. Während des Kampfes konnte Carpentier zu Beginn zwar einige gute Schläge landen, dennoch setzte sich schließlich die körperliche Überlegenheit Dempseys durch, und er gewann durch K. o. in der vierten Runde.
Zurück im Halbschwergewicht verteidigte er 1922 seinen Titel in dieser Gewichtsklasse durch einen Erstrunden-K.-o. gegen Ted Lewis, unterlag aber dann dem Senegalesen Battling Siki durch K. o. in der sechsten Runde. Siki sagte später aus, dass er ursprünglich angewiesen worden war, diesen Kampf zu verlieren. Die Atmosphäre im mit 40.000 Zuschauern gefüllten Stadion und seine Überzeugung von der eigenen Stärke hätten dann im Ring aber einen Sinneswandel verursacht, so dass er den Kampf dann gewinnen wollte.
Nach dem Verlust des Titels kämpfte Carpentier zwischen 1924 und 1926 noch einige Male in den USA und unterlag Gene Tunney, Tommy Gibbons und Tommy Loughran und beendete anschließend seine Laufbahn.
Neben seiner Boxkarriere war Carpentier auch gelegentlich als Ringrichter tätig. Unter anderem leitete er einen Weltmeisterschaftskampf von Jack Johnson und einen Kampf von Paolino Uzcudun.
1991 fand Carpentier Aufnahme in die International Boxing Hall of Fame.

## Trivia
In seinem, Fragment gebliebenen, Boxerroman beschreibt der leidenschaftliche Boxfan Bertolt Brecht den Aufstieg des Boxers George Carrare, der Carpentier nachempfunden ist. Er beschreibt Carrare als strategischen „Gehirnboxer“ ohne „Sportsgeist“ und sieht darin das Beispiel eines vor allem aufgrund von Geschäftsinteressen inszenierten Aufstiegs, der vor allem durch die gezielte Auswahl seiner Gegner und Bestechung ermöglicht wird.